# 雲仙市立岩戸小学校
雲仙市立岩戸小学校（うんぜんしりつ いわどしょうがっこう）は、かつて長崎県雲仙市瑞穂町西郷丁にあった公立の小学校。略称は「岩小」。
2025年（令和7年）3月末に閉校し、雲仙市立西郷小学校に統合された。

## 概要
歴史
1882年（明治15年）に西郷小学校の分校として創立。1955年（昭和30年）に独立。2022年（令和4年）に創立140周年を迎えた。2025年（令和7年）3月末をもって閉校し、143年の歴史に幕を下ろした。
学校教育目標
「自ら学び、心身ともに健康で思いやりの心をもってたくましく生き、未来への夢や希望を抱き続ける子どもの育成」
校章
左右の稲穂の根元をリボンで結んだ絵を背景にして、中央に校名の「岩小」の文字（縦書き）を置いている。
校歌
作詞は宮崎耿平、作曲は寺崎良平による。歌詞は3番まであり、各番に校名の「岩戸」が登場する。
校区
雲仙市瑞穂地区（旧・瑞穂町）の「岩戸、西岩戸」。中学校区は雲仙市立瑞穂中学校。

## 沿革
- 1882年（明治15年）- 「公立中等西郷小学校 下等木場分校」として宮之地八幡神社境内に創立。
  - 地元では「八幡様学校」と呼ばれる。
- 1887年（明治20年）4月 - 小学校令の施行により、「尋常西郷小学校 木場分校」に改称。修業年限を4年とする。
- 1889年（明治22年）4月1日 - 町村制の施行により、西郷村立の小学校分校となる。
- 1893年（明治26年）4月1日 - 小学校令の改正に伴い、「西郷尋常小学校 木場分校」に改称（「尋常」の位置が変更になる）。
- 1901年（明治34年）から1902年（明治35年）頃 - 八幡神社から中木場に移転し、「西郷尋常小学校 木場分教場」となる。尋常科4年までを収容。
- 1908年（明治41年）4月1日 - 小学校令の改正により、義務教育年限（尋常科の修業年限）が4年から6年に延長される。
  - この時点では分校で尋常科5・6年を収容するのは不可能だったので、児童は尋常科4年を修了した後、西郷尋常小学校本校に通うこととなった。
- 1910年（明治43年）4月1日 - 本校の高等科併置に伴い「西郷尋常高等小学校 木場分教場」に改称。
- 1912年（明治45年）から1913年（大正2年）にかけて - 校舎を増築し、尋常科6年まで収容できるようになる。
- 1941年（昭和16年）4月1日 - 国民学校令の施行により、「西郷村国民学校 木場分教場」に改称。
- 1947年（昭和22年）4月1日 - 学制改革（六・三制の実施）により「西郷村立西郷小学校 木場分校」となる。
- 1955年（昭和30年）4月1日 - 西郷村立西郷小学校から分離し、「西郷村立岩戸小学校」として独立。
- 1956年（昭和31年）9月25日 - 西郷村と大正村が合併して「瑞穂村」が発足。これに伴い「瑞穂村立岩戸小学校」に改称。
- 1967年（昭和42年）3月 - 給食センター方式による完全給食を開始。
- 1969年（昭和44年）4月1日 - 瑞穂町の発足により「瑞穂町立岩戸小学校」に改称。
- 1978年（昭和53年）- 新校舎とプールが完成[1]。
- 1982年（昭和57年）- 創立100周年記念式典を挙行。
- 1985年（昭和60年）7月 - 集中豪雨によりプールが埋没する。
- 1988年（昭和63年）- 体育館が完成[1]。
- 2005年（平成17年）10月11日 - 雲仙市の発足により、「雲仙市立岩戸小学校」（現校名）に改称。
- 2025年（令和7年）3月31日 - 雲仙市立西郷小学校への統合により、閉校。創立153年（独立70年）の歴史に幕を閉じる。

## 周辺
- 宮之寺公民館
- 岩戸保育園